# Rivière sèche
Ne doit pas être confondu avec Rivière Sèche.
Une rivière sèche est dans un jardin une conception paysagère rappelant la forme et les attributs d'une rivière, mais sans eau ; c'est-à-dire que l'on conçoit le lit d'une rivière avec des végétaux particulier à cet élément, mais que l'on ne prévoit pas d'y faire couler de l'eau.
Cependant en cas de pluie, il peut y avoir de l'eau dans cette rivière sèche, car sa forme est conçue comme le lit d'une rivière.